# AI-5

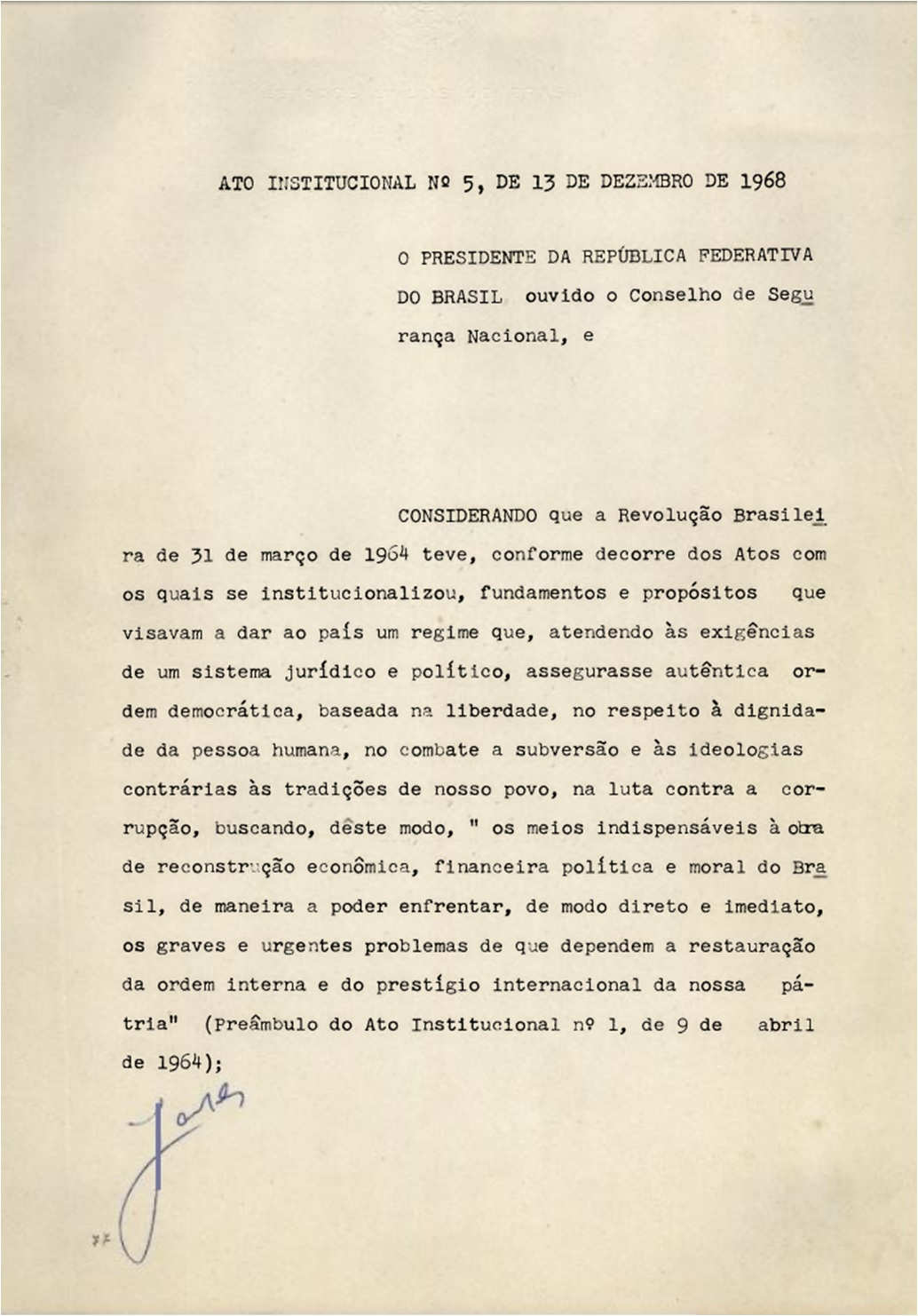
Première page de l'AI-5.

L’AI-5 (dénomination complète en portugais : Ato Institucional Número Cinco, c'est-à-dire « Acte institutionnel numéro cinq ») est le cinquième d'une série de décrets promulgués par la dictature militaire au Brésil après le coup d'État (golpe de Estado) de 1964.
L'AI-5 se substitue à la Constitution du 24 janvier 1967, et l’abroge partiellement, notamment en suspendant plusieurs droits et en donnant des pouvoirs extraordinaires au président. Ainsi, selon l'article 3, le président peut légiférer dans les états et dans les communes « (...) sans les limitations prévues par la Constitution (...) » (« sem as limitações previstas na Constituição »). L'AI-5 entérine ainsi la « ligne dure » du Gouvernement.

## Histoire
Rédigée le 13 décembre 1968 par le ministre Luís Antônio da Gama e Silva, la loi est promulguée par le président Costa e Silva et constitue une revanche du gouvernement contre le Parlement qui n'avait pas autorisé la levée de l'immunité parlementaire du député Márcio Moreira Alves. Celui-ci avait durement critiqué les forces armées pour avoir commis des actes de torture (« Quando não será o Exército um valhacouto de torturadores? (...) ». Le député avait en outre appelé le peuple brésilien à boycotter la fête du 7 septembre qui célèbre l'Indépendance du Brésil.
À partir de la promulgation de cette loi, commence une période considérée comme l'une des plus sombres de l'histoire du Brésil. De nombreux artistes, dont notamment Gilberto Gil, Henfil et Caetano Veloso, des religieux, comme le père João Bosco Burnier, ainsi que de nombreux autres citoyens sont emprisonnés, torturés ou tués.
Durant ce temps, l'humoriste Ary Toledo a écrit une blague (épictète) contre les militaires : "Quem não tem cão, caça com gato e quem não tem gato, caça com Ato" (« Qui n'a pas un chien, chasse avec le chat, et qui n'a pas un chat, chasse (= exile) avec un Acte »). Il était repris, juste après la libération du fait de sa grande popularité.

### L'article 4
Selon l'article 4 de la loi, le président du Brésil, après consultation du conseiller de la sûreté nationale et ceci « sans les limitations prévues par la Constitution », peut suspendre pour une durée maximum de dix années les droits civils et politiques des citoyens. L'article énumère les pouvoirs spéciaux du président et indique entre autres qu'il peut :
- suspendre le droit de vote et l’éligibilité aux élections syndicales ;
- limiter la liberté d'opinion en matière politique ;
- faire appliquer par le Ministère de la Justice et sans l'approbation du pouvoir judiciaire des dispositions concernant : 
  - la limitation de la liberté de se déplacer ;
  - l'interdiction de fréquenter certains lieux ;
  - la suspension de la protection du domicile.

## La fin de l'AI-5
À la fin des années 1970, le président Ernesto Geisel promulgue l'amendement no 11, qui révoque toutes les dispositions contraires à la Constitution et qui rétablit l'Habeas corpus. L'amendement est entré en vigueur le 1er janvier 1979.